# Pseudonapomyza atratula
Pseudonapomyza atratula este o specie de muște din genul Pseudonapomyza, familia Agromyzidae, descrisă de Zlobin în anul 2002.
Este endemică în Tunisia. Conform Catalogue of Life specia Pseudonapomyza atratula nu are subspecii cunoscute.